# William Thomson (jugador d'hoquei sobre gel)
William Thomson   (Troon, 23 de març de 1914 - 6 d'agost de 1993) va ser un jugador d'hoquei sobre gel escocès de naixement, però canadenc d'adopció, que va competir durant les dècades de 1930 i 1940.
El 1936 va prendre part en els Jocs Olímpics de Garmisch-Partenkirchen, on guanyà la medalla de plata en la competició d'hoquei sobre gel.
En finalitzar els Jocs jugà en diversos equips de l'International American Hockey League i la National Hockey League.